# Włoska Partia Republikańska
Włoska Partia Republikańska (wł. Partito Repubblicano Italiano, PRI) – włoska liberalna partia polityczna, członek Partii Europejskich Liberałów, Demokratów i Reformatorów.

## Historia
Włoska Partia Republikańska została założona na kongresie w Bolonii 12 kwietnia 1895. Zakazano jej działalności w okresie dyktatury Benito Mussoliniego, w czasie II wojny światowej reaktywowała się w 1943. Od 1947 do 1953 uczestniczyła w koalicjach rządowych, ponownie współtworzyła liczne gabinety głównie od 1981.
W pierwszej połowie lat 90. PRI utraciła większość wyborców w związku z serią afer korupcyjnych (tzw. Tangentopoli). Znaczna część działaczy przeszła do innych ugrupowań (w tym do Forza Italia i Demokratów Lewicy). Jednak w przeciwieństwie do innych ugrupowań PRI pozostała przy dotychczasowej nazwie i nie uległa rozwiązaniu. W 1994 kilku jej kandydatów zostało wybranych do parlamentu z różnych list wyborczych. Od 1996 partia wchodziła w skład centrolewicowej koalicji pod nazwą Drzewo Oliwne, w tym samym roku uzyskała po 2 mandaty w Izbie Deputowanych i Senacie.
W 2001 PRI przeszła na stronę Domu Wolności. Zmiana koalicji doprowadziła do rozłamu w partii i powołania przez część działaczy Europejskiego Ruchu Republikańskiego. W wyborach w 2001 partia zdobyła po jednym mandacie w każdej izbie. W trzecim rządzie Silvia Berlusconiego jej lider Giorgio La Malfa został ministrem do spraw europejskich, a Francesco Nucara wiceministrem środowiska. W 2004 na stronę centrolewicy przeszła kolejna grupa członków PRI, tworząc własne marginalne ugrupowanie pod nazwą Demokratyczni Republikanie. W wyborach parlamentarnych w 2006 PRI wystawiła własne listy (zblokowane z innymi partiami w ramach Domu Wolności), które nie odniosły sukcesu. Jednocześnie z ramienia Forza Italia partia zdobyła 1 mandat senatorski i 2 mandaty poselskie, które objęli Giorgio La Malfa i Francesco Nucara. W 2008 formacja podpisała porozumienie o starcie z list federacji Lud Wolności w przedterminowych wyborach, w których obaj liderzy ponownie dostali się do parlamentu. W 2009 republikanie zdecydowali się zachować odrębność organizacyjną od PdL, współpracując z Ludem Wolności. W 2011 do PRI powróciły środowiska MRE i Demokratycznych Republikanów.